# Occidenchthonius algharbicus
Espèce
Occidenchthonius algharbicus est une espèce de pseudoscorpions de la famille des Chthoniidae.

## Distribution
Cette espèce est endémique d'Algarve au Portugal. Elle se rencontre dans les grottes Gruta da Senhora à Olhão et  Gruta do Vale Telheiro à Loulé.

## Description
La femelle holotype mesure 1,55 mm

## Étymologie
Son nom d'espèce lui a été donné en référence au lieu de sa découverte, l'Al-Gharb.

## Publication originale
- Zaragoza & Reboleira, 2018 : Five new hypogean Occidenchthonius (Pseudoscorpiones: Chthoniidae) from Portugal. Journal of Arachnology, vol. 46, no 1, p. 81–103 (texte intégral).